# Lamandie (Dore)
Le  ruisseau de Lamandie  est un ruisseau français qui coule dans le département de la Haute-Loire. Il prend sa source dans les monts du Livradois et se jette dans la Senouire en rive droite. C’est donc un sous-affluent de l’Allier puis de la Loire.

## Géographie
Le ruisseau prend sa source à 1 030 mètres d’altitude dans les monts du  monts du Livradois, près de la montagne de rocheblanche (commune de Cistrières).
Sur tout son parcours il garde la direction Est. Il rejoint la Senouire en rive droite au lieu-dit « Moulin blanc » (commune de  Connangles). 
La totalité de son bassin versant fait partie du parc naturel régional Livradois-Forez.

## Afflents
- La Dielle[2]

## Communes traversées
D'amont en aval, la rivière traverse les communes suivantes, toutes situées dans le département de la  Haute-Loire : 
- Cistrières
- Connangles